# Pittsburgh Pirates (pallacanestro)
I Pittsburgh Pirates furono una squadra professionistica di pallacanestro con sede a Pittsburgh e attiva in National Basketball League (NBL) nelle stagioni 1937-1938 e 1938-1939.
Chiusero la prima stagione al 3º posto e quella successiva al 4º posto in Eastern Division, non riuscendo in entrambi i casi a qualificarsi per i play-off.

## Stagioni
| Stagione | Lega | Denominazione      | V  | P  | %    | Piazzamento | Play-off |
| -------- | ---- | ------------------ | -- | -- | ---- | ----------- | -------- |
| 1937-38  | NBL  | Pittsburgh Pirates | 8  | 5  | 61,5 | 3º          | -        |
| 1938-39  | NBL  | Pittsburgh Pirates | 13 | 14 | 48,1 | 4º          | -        |